# Le Cristallin
 (août 2025).
Si vous disposez d'ouvrages ou d'articles de référence ou si vous connaissez des sites web de qualité traitant du thème abordé ici, merci de compléter l'article en donnant les références utiles à sa vérifiabilité et en les liant à la section « Notes et références ».
Le Cristallin est une rivière du canton de Vaud, en Suisse.

## Parcours
Le Cristallin prend sa source en forêt, près de l'ancien terrain de football de Oulens-sous-Échallens, il se jette dans l'étang de la St-Prex sur la commune de Bavois, puis canalisé il se jette dans le canal d'Entreroches dans la plaine de l'Orbe sur la commune de Orny.

### Longueur
La longueur totale du Cristallin est de 3109 mètres
| État du cours d'eau | Longueur    | Part de la longueur totale |
| ------------------- | ----------- | -------------------------- |
| Naturel             | 1948 mètres | 63 %                       |
| Canalisé            | 348 mètres  | 11 %                       |
| Enterré             | 813 mètres  | 26 %                       |

### Communes traversées
| Commune               | Longueur                                                | Part de la longueur totale |
| --------------------- | ------------------------------------------------------- | -------------------------- |
| Bavois                | 2238 mètres dont 1143 mètres entièrement sur la commune | 72 %                       |
| Eclépens              | 836 mètres                                              | 27 %                       |
| Oulens-sous-Échallens | 782 mètres dont 523 mètres entièrement sur la commune   | 25 %                       |
| Orny                  | 348 mètres entièrement sur la commune                   | 11 %                       |

## Histoire
Jusque vers la fin des années 1960, le Cristallin prenais sa source sur un plateau marécageux au nord du village de Oulens-sous-Échallens, au lieu-dit « Au Marais ». Ce marécage a été asséché et irrigué. Depuis le Cristallin prend sa source près de l'ancien terrain de football de Oulens-sous-Échallens.
En 1980, le Cristallin fut enterré sur près de 500 m dans la forêt « Le Grand Bois » au nord de Oulens-sous-Échallens à la suite de la construction de l'autoroute A1 reliant Genève à Yverdon.

## Renaturation
Le Cristallin fait l'objet d'un projet de renaturation dans sa partie de la plaine de l'Orbe, sur la commune de Bavois. Cette renaturation devrait notamment permettre entre autres de préserver la grenouille agile et mettre au jour la quasi-totalité de sa partie enterrée.

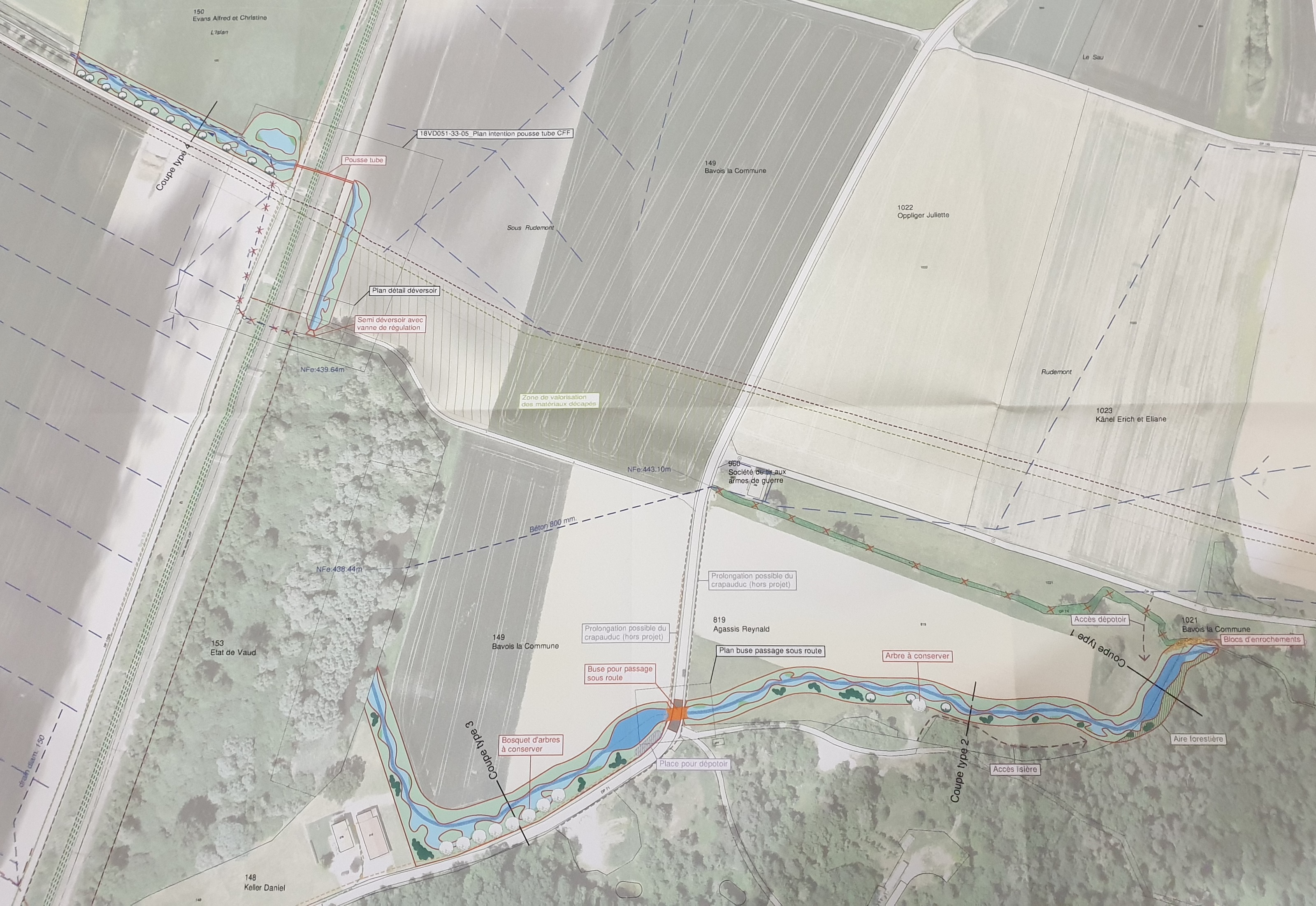
Projet de renaturation du Cristallin sur la commune de Bavois

## Anecdote
Entre le 16 juillet et le 3 août 2008, environ 140 000 personnes ont enjambé le Cristallin en  près de trois semaines lors de la fête cantonale de la Fédération vaudoise des jeunesses campagnardes qui a eu lieu cette année-là dans la commune de Bavois et dont le site avait été établi de part et d’autre des rives du Cristallin au lieu-dit « Sous Rudemont » .

## Galerie de photos

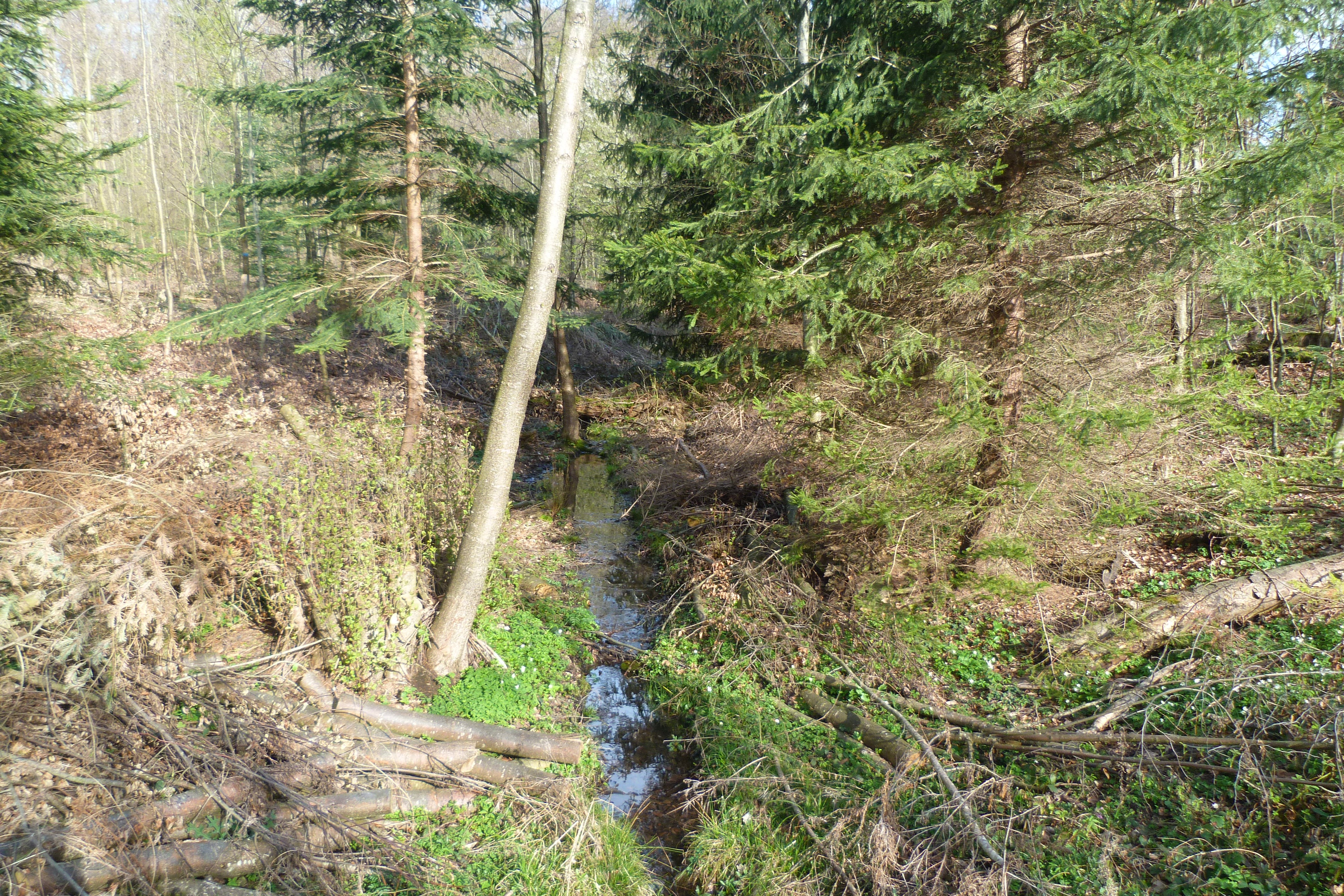
Source du Cristallin (Bois de Oulens-sous-Échallens)
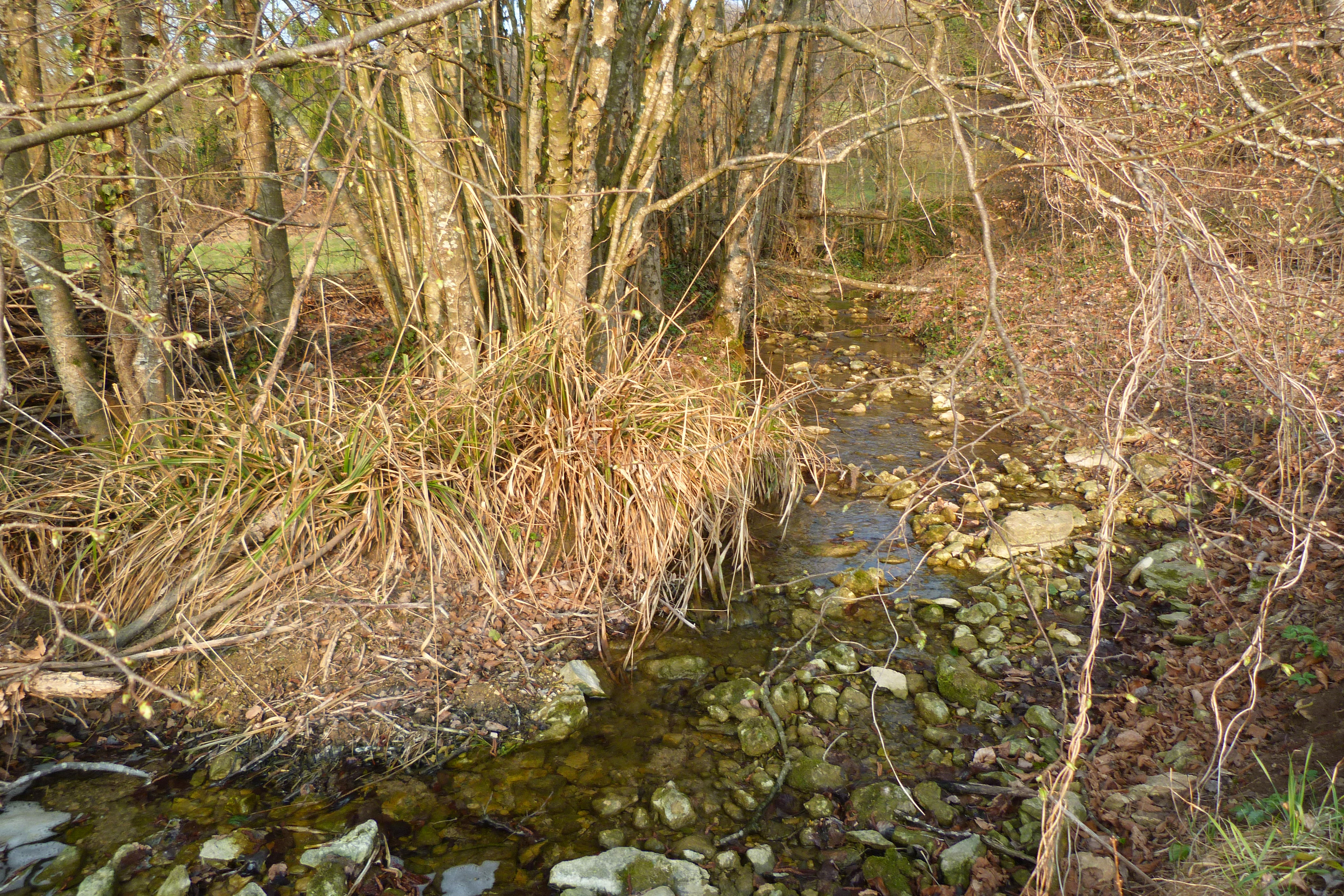
Le Cristallin à son arrivée dans la plaine de l'Orbe
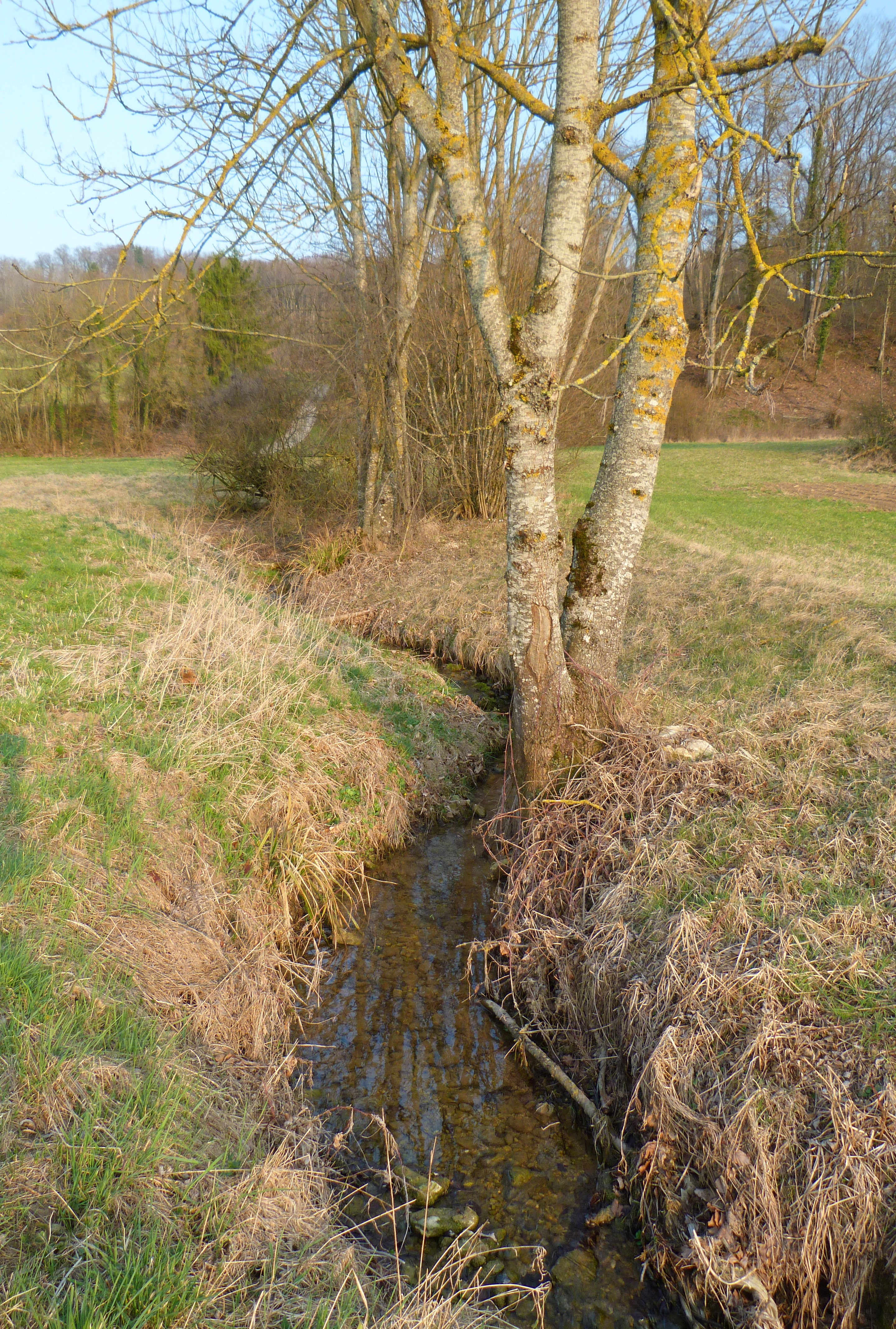
Le Cristallin à Bavois
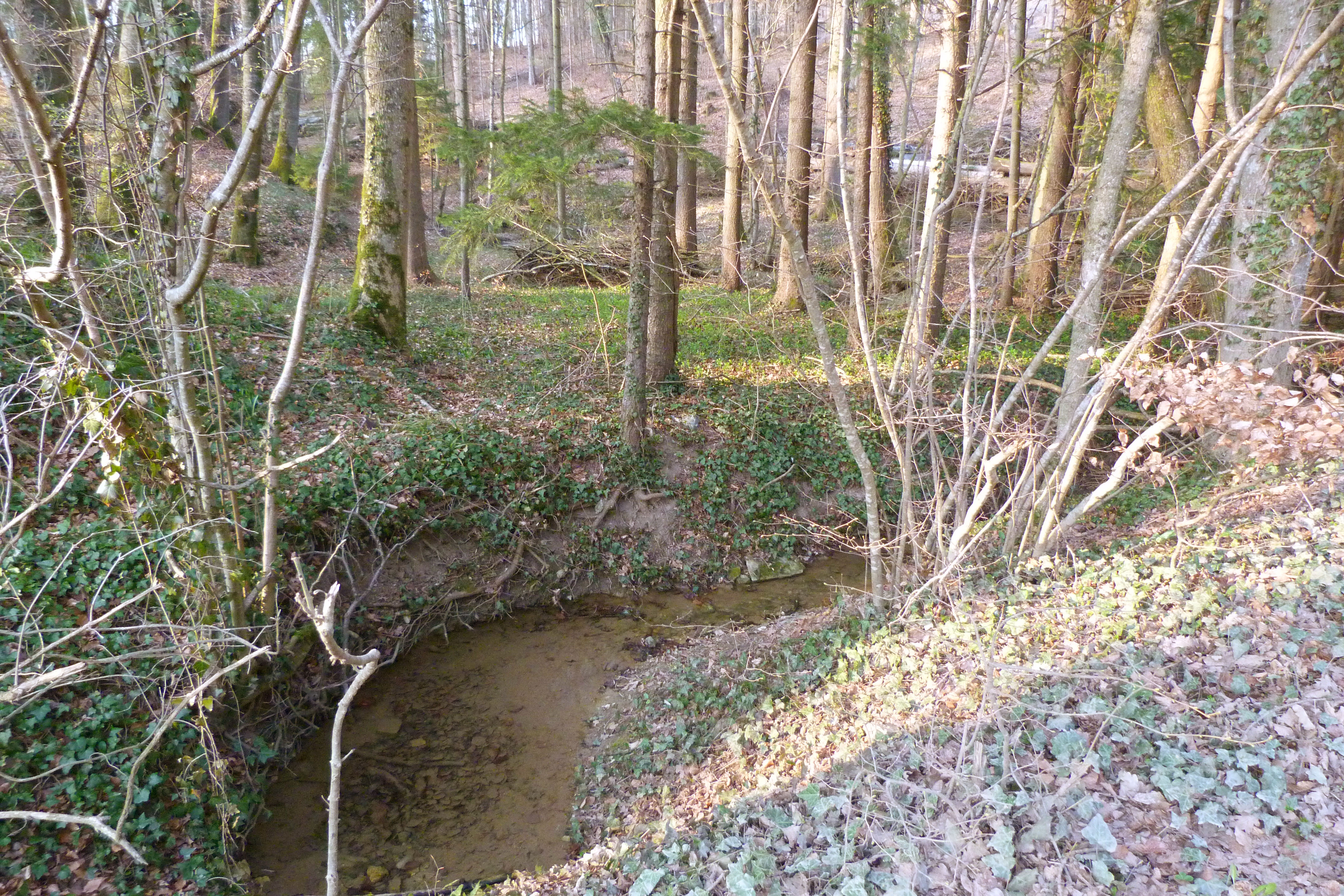
Le Cristallin à la hauteur de la Tilèrie (517 m)